# アクロスプラザ野洲
アクロスプラザ野洲（アクロスプラザやす）は、滋賀県野洲市市三宅にあるショッピングセンターである。大和ハウス工業グループの大和ハウスリアルティマネジメントが運営する。

## 概要
野洲化学工業（現：ジェリフ）の本社・工場跡に設けられたショッピングセンター。店舗の設計は東洋建築事務所、施工はフジタが担当した。1999年（平成11年）4月8日にデイスターモール野洲（デイスターモールやす）として開業し、兼松都市開発が運営を行ったが、運営権は後に日本商業開発（現：地主）を経て、大和情報サービス（現：大和ハウスリアルティマネジメント）に変更した。大和情報サービスに運営権が移行した後は施設名のブランド統一を行うため、2014年（平成26年）6月1日にアクロスプラザ野洲（アクロスプラザやす）に改称している。

## 歴史
- 1999年（平成11年）4月8日 - デイスターモール野洲が開業する[2]。開業当時は兼松都市開発が運営を行っていた[3]。
- 時期不明 - 運営権を日本商業開発（現：地主）に変更する。
- 時期不明 - 運営権を大和情報サービス（現：大和ハウスリアルティマネジメント）に変更する。
- 2014年（平成26年）6月1日 - 施設名のブランド統一を行うため、アクロスプラザ野洲に改称する[8]。

## 店舗
西友を核店舗とし、飲食店を含む各専門店で構成される。

### 核店舗
- 西友野洲店[3][4] - 店舗面積は3,570 m2[3]（食料品売り場は1,518 m2[3]）

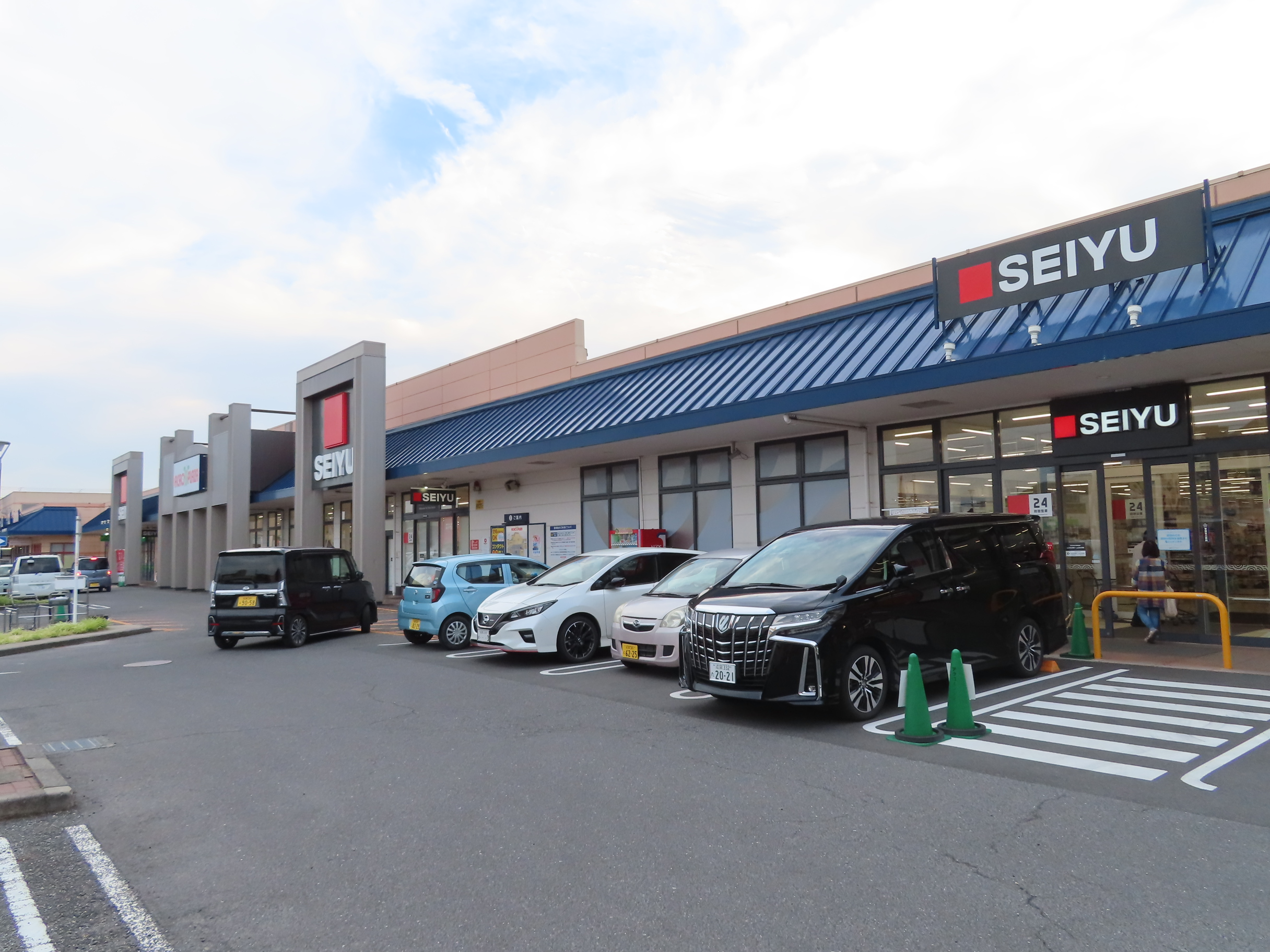
西友野洲店（2023年6月）

### 専門店
ここでは飲食店も併せて紹介するが、チェーン店の支店名（例：アクロスプラザ野洲店）は省略する。なお、現存する飲食店は業種（例：ラーメン）または業態（例：ファミリーレストラン）も併せて記載する。

#### 現在
- ファッションセンターしまむら
- 西松屋
- ビジョンメガネ
- ワッツ
- ゴルフキッズ
- 健スマ整骨院
- 手芸センタードリーム
- カラオケ Style（スタイル）
- ガスト - ファミリーレストラン
- ももたろう - お好み焼き

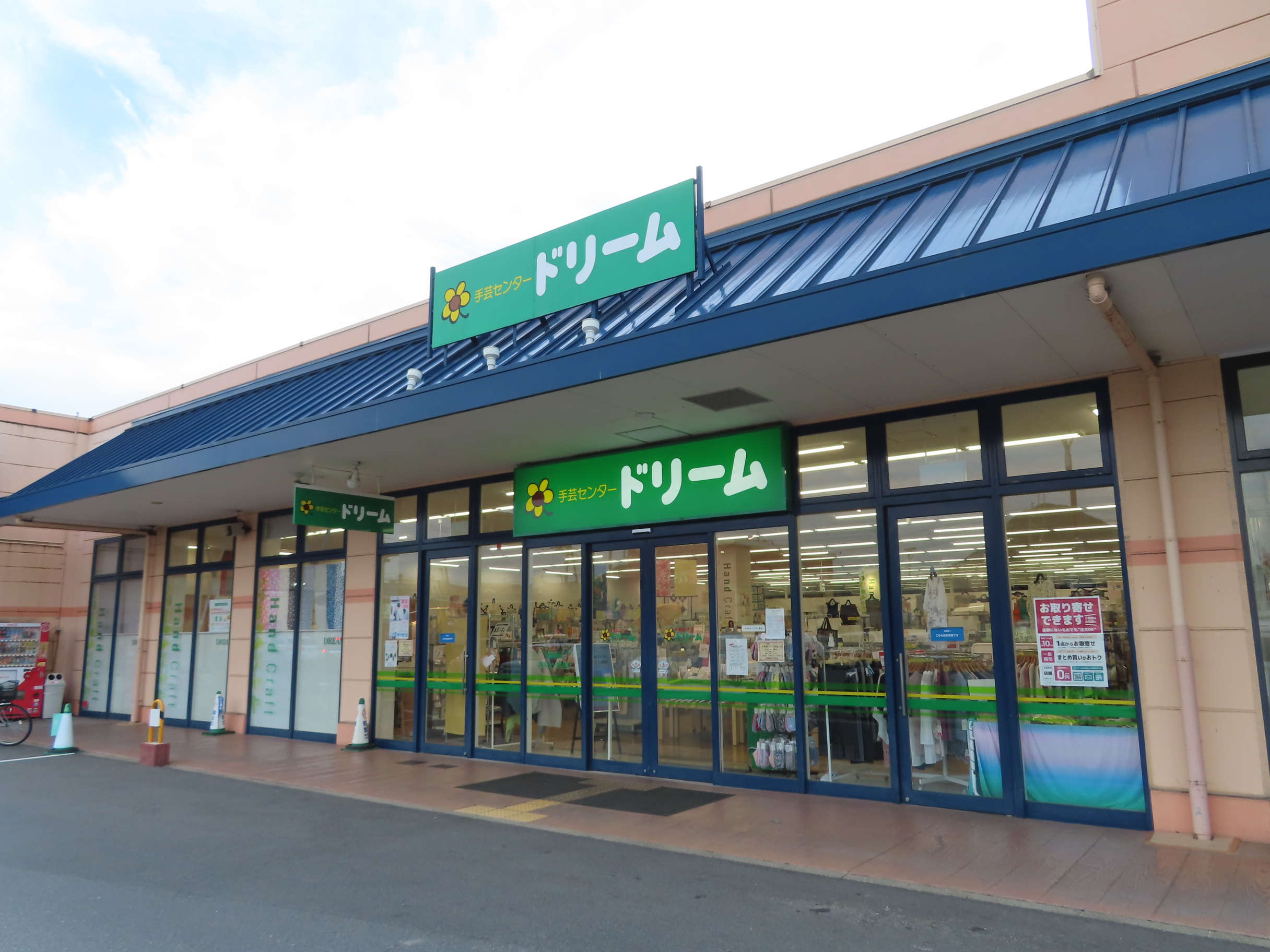
手芸センタードリームアクロスプラザ野洲店（2023年6月）

#### 過去
ここではかつての主要テナントのみを紹介するが、チェーン店の支店名（例：デイスターモール野洲店）は省略する。
- マクドナルド  - （1999年4月8日オープン、2012年10月31日閉店）
- スガキヤ  - （2012年12月20日オープン、閉店時期不明）
- メディアステーションWow  - （1999年4月8日オープン、2011年9月19日閉店）
- スギ薬局  - （2011年12月15日オープン、2015年閉店）
- 無印良品  - （1999年4月8日オープン、2017年1月16日閉店）
- タニヤマムセン  - （1999年4月8日オープン、閉店時期不明）

## 交通アクセス
- JR琵琶湖線（東海道本線）野洲駅下車、徒歩9分[10][5]。
- 野洲市コミュニティバス「市三宅口」停留所下車、徒歩約4分[10]。

## 周辺
滋賀県道2号線沿いにあり、ロードサイド店舗や集合住宅が建ち並ぶ。店舗の裏側や滋賀県道2号線から少し離れた所には住宅地が設けられている。西へ抜けると田畑が広がり、近江富士大橋に至る。当商業施設が建つ前に本社・工場を設けていた野洲化学工業（現：ジェリフ）は近隣に移転した。ここでは当施設付近にある主な施設や主要道路のみを紹介する。なお、JR琵琶湖線（東海道本線）野洲駅の周辺施設（道路を含む）に関する情報は同駅の駅周辺を参照されたい。
- ジェリフ本社 - 同社の工場は野洲市三上に移転[6]。
- 野洲優愛保育園モンチ
- 希望が丘クリニック
- 笠作墓地
- 滋賀県道2号大津能登川長浜線
- 野洲市コミュニティバス「市三宅口」停留所